# Buschrodt
Buschrodt (en luxemburguès: Bëschrued; en alemany: Buschrodt) és una vila de la comuna de Wahl situada al districte de Diekirch del cantó de Redange. Està a uns 28 km de distància de la ciutat de Luxemburg.